# Currie Cup 1977
La Currie Cup de 1977 fue la trigésimo novena edición del principal torneo de rugby provincial de Sudáfrica.
El campeón fue el equipo de Northern Transvaal quienes obtuvieron su noveno campeonato.

## Participantes

### Fase Final
| Equipo             | Título            |
| ------------------ | ----------------- |
| Northern Transvaal | Ganador Sección A |
| Orange Free State  | Ganador Sección B |

### Final
| 1977 | Northern Transvaal | 27 - 12 | Orange Free State | Pretoria, |  |

### Campeón
| Bandera de Sudáfrica       |
| Campeón Northern Transvaal |
| Noveno título              |